# Оримма, Джино
Луиджи «Джино» Оримма (англ. Luigi "Geno" Auriemma; родился 23 марта 1954 года в городе Монтелла, провинция Авеллино, регион Кампания, Италия) — американский баскетбольный тренер, известный по работе с женщинами. В настоящее время Оримма руководит женской студенческой баскетбольной командой «Коннектикут Хаскис» и женской национальной сборной США. На тренерском мостике «Хаскис» (с 1985 года) установил рекорд по количеству титулов среди женских баскетбольных команд за всю историю NCAA, выиграв за это время 11 национальных турниров за 22 года (1994—2016), опередив в 2014 году по количеству побед работавшую долгое время с командой «Теннесси Леди Волантирс» Пэт Саммитт, у которой осталось восемь побед. По этому показателю в 2016 году обогнал, казалось бы, вечный рекорд в 10 побед, завоёванных Джоном Вуденом, легендарным тренером мужской команды «УКЛА Брюинз», всего за 12 лет (1963—1975).
С женской национальной сборной США выиграл подряд четыре турнира: чемпионат мира 2010 года в Чехии, летние Олимпийские игры 2012 года в Лондоне, чемпионат мира 2014 года в Турции и летние Олимпийские игры 2016 года в Рио-де-Жанейро. Член Зала славы баскетбола и женского баскетбольного Зала славы с 2006 года и Зала славы ФИБА с 2022 года.

## Ранние годы
Джино Оримма родился 23 марта 1954 года в городе Монтелла (провинция Авеллино, регион Кампания, Италия). В возрасте семи лет вместе с семьёй эмигрировал в США, где поселился в городе Норристаун (штат Пенсильвания), в котором провёл остаток своего детства. Посещал среднюю школу имени епископа Кенрика, в которой играл за местную баскетбольную команду. В 1977 году закончил Пенсильванский университет в Западном Честере, где в течение четырёх лет играл за студенческую команду «Уэст Честер Голден Рэмс». После окончания университета Оримма устроился на должность помощника главного тренера в студенческую команду «Сент-Джозефс Хокс», на которой отработал сезон 1978/1979 годов. Затем он взял двухлетнюю паузу в университетской карьере, став ассистентом главного тренера в родной школе епископа Кенрика. В 1981 году устроился на должность помощника главного тренера в студенческую команду «Виргиния Кавальерс», на которой отработал четыре сезона.

## Карьера в «Коннектикут Хаскис»
До приглашения в 1985 году Джино Ориммы в Сторрс, где расположен главный кампус Коннектикутского университета, женская баскетбольная команда «Коннектикут Хаскис» не могла похвастаться своими результатами, имея всего один победный сезон в своей истории. Решение назначить на должность нового главного тренера «Лаек» именно Оримму было частью обязательства университета по улучшению финансирования женского спорта. Для подбора персонала руководство команды организовало проведение собеседования, которое Джино проходил последним. Большинство других кандидатов были высококвалифицированные тренеры и большинство из них были женщины. Одним из тех, кто участвовал в процессе собеседования был вошедший в тренерский штаб Ориммы Крис Дэйли, в настоящее время продолжающий работать его ассистентом. Дэйли являлся основным кандидатом на вакансию, если бы Джино отклонил заманчивое предложение.

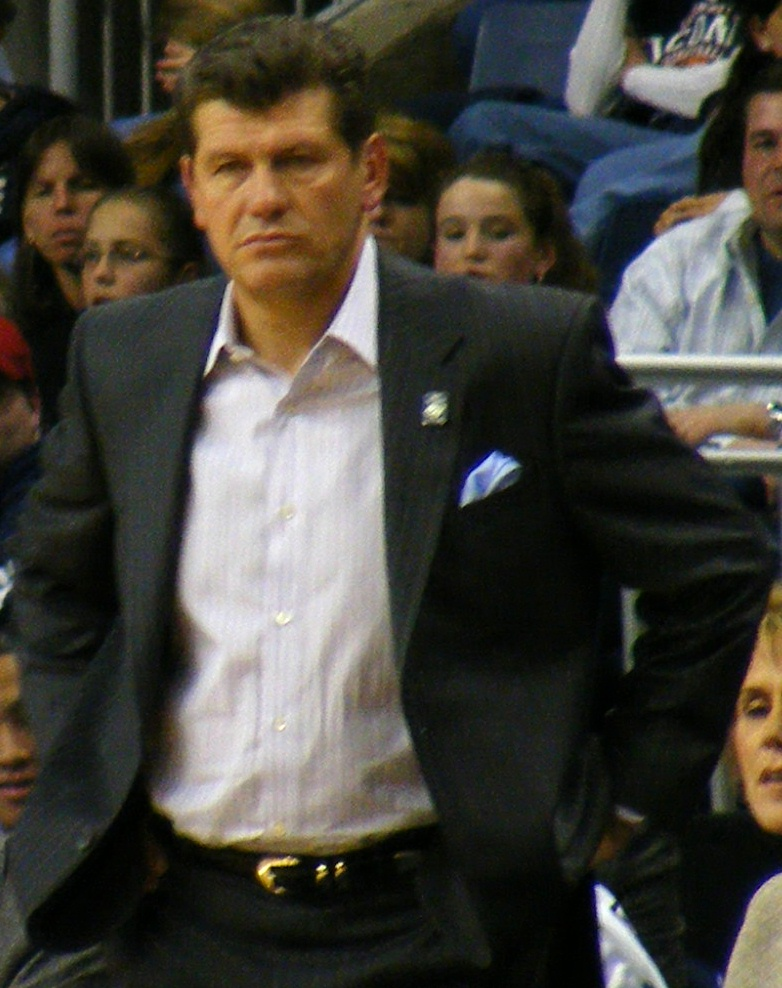
Джино Оримма на тренерском мостике «Коннектикут Хаскис»
23 марта 2008 года в игре против «Техас Лонгхорнс»

Контракт с Ориммой был заключён в августе 1985 года, после чего «Коннектикут Хаскис» быстро получили огромную популярность. Первый сезон в качестве наставника «Лаек» оказался для него не совсем удачным и закончился с отрицательной разницей побед и поражений (12—15), зато 28 следующих сезонов «Хаскис» неизменно заканчивали с положительным балансом по этому показателю, пять из которых команда прошла вообще без поражений (1994/1995, 2001/2002, 2008/2009, 2009/2010, 2013/2014), установив за это время две рекордные серии в 70 (с 2001 по 2003) и 90 (с 6 апреля 2008 по 30 декабря 2010) побед подряд. 21 декабря 2010 года команда Ориммы одержала 89-ю победу подряд, побив казалось бы вечный рекорд в 88 побед, установленный ещё в 70-х годах прошлого века (с 1971 по 1974) мужской командой «УКЛА Брюинз», руководимой легендарным Джоном Вуденом.
Джино Оримма является одним из лучших тренеров в истории студенческого баскетбола, имея очень высокий процент побед среди баскетбольных тренеров как мужских, так и женских, команд NCAA любого уровня (86,9 %). По окончании сезона 2013/2014 годов в качестве главного тренера он одержал 879 побед при 133 поражениях. Джино обладает наиболее высоким процентом побед среди действующих тренеров I дивизиона NCAA. За свою тренерскую карьеру в «Хаскис» в 19 сезонах он одержал по 30 и более побед. Под руководством Ориммы «Лайки» выиграли девять национальных чемпионатов (1995, 2000, 2002, 2003, 2004, 2009, 2010, 2013, 2014) и 15 раз выходили в «Финал четырёх» (1991, 1995—1996, 2000—2004, 2008—2014), а также 20 раз выигрывали регулярный сезон конференции (19 Big East и 1 American Athletic) и 19 раз турнир конференции (18 Big East и 1 American Athletic).
Команда Ориммы особенно успешно выступает на своей домашней площадке Harry A. Gampel Pavilion в Сторрсе и в более крупном XL-центре, расположенном в Хартфорде, столице штата Коннектикут. В период с 2000 по 2003 годы «Лайки» установили рекорд среди женских баскетбольных команд NCAA в 69 домашних побед подряд. Этот рекорд они побили в 2011 году, проиграв команде «Вилланова Уайлдкэтс», а победная серия составила уже 70 игр. Кроме того с момента подписания контракта с Ориммой и до окончания сезона 2004/2005 годов «UConn» под его руководством выиграл 295 домашних игр, а проиграл всего 31 (90,5 %). «Хаскис» также удерживают рекорды посещаемости конференции Big East как в отдельно взятой игре, так и сезона в целом.
Джино Оримма также известен индивидуальной подготовкой игроков, воспитав 12 баскетболисток, включённых в разные годы во всеамериканскую сборную NCAA — Ребекка Лобо, Дженнифер Риззотти, Кара Уолтерс, Никеша Сейлс, Светлана Абросимова, Сью Берд, Свин Кэш, Дайана Таурази, Тина Чарльз, Майя Мур, Стефани Долсон и Бриа Хартли — совместными усилиями они выиграли восемь наград Нейсмита, семь Маргарет Уэйд трофи и девять титулов самого выдающегося игрока NCAA. Спортивный сайт UConn также отмечает, что с сезона 2006/2007 годов каждый первокурсник, закончивший обучение в Сторрсе становится дипломированным специалистом с учёной степенью.

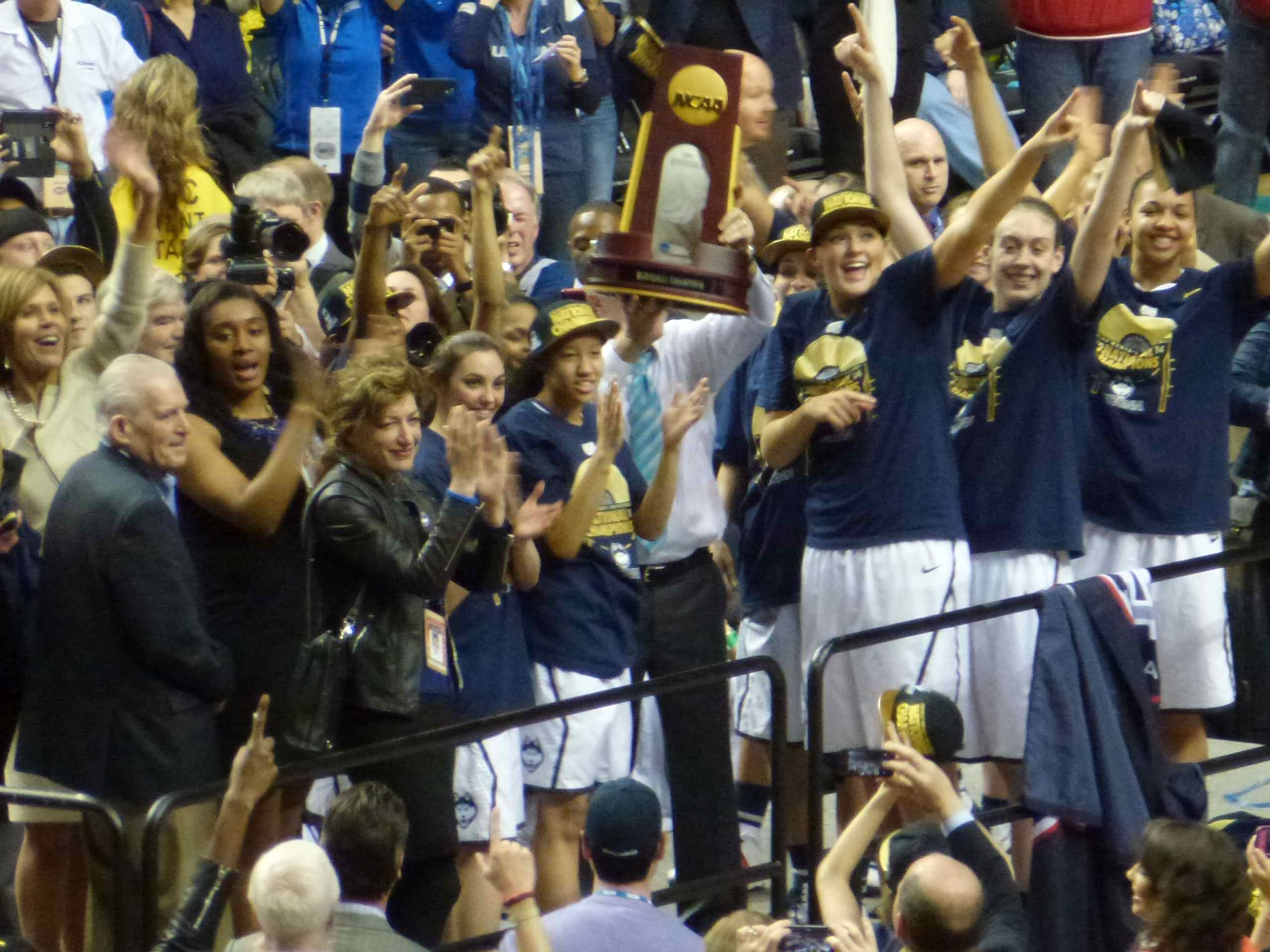
Джино Оримма с девятым по счёту чемпионским кубком в руках вместе со своей командой на Бриджстоун-арене в Нашвилле 8 апреля 2014 года

Ожесточённое соперничество между «Коннектикут Хаскис» Джино Ориммы и «Теннесси Леди Волантирс» Пэт Саммитт продолжалось на протяжении многих лет вплоть до добровольного ухода в отставку последней. Из средств массовой информации стало известно, что два великих тренера довольно часто были не в ладах. По окончании сезона 2009/2010 годов Джино немного превзошёл Пэт среди действующих тренеров I дивизиона NCAA по проценту побед за карьеру, 85,8 против 84,1 %. К огромному разочарованию большого количества любителей женского студенческого баскетбола Саммитт отказалась продолжать ежегодные игры в июне 2007 года. Слухи о напряжённости в отношениях между Ориммой и тренером мужской команды «Хаскис» Джимом Калхуном были широко распространены, но, по-видимому, они примирились после двойного триумфа «Лаек» в мужском и женском национальных чемпионатах в 2004 году, 5 и 6 апреля соответственно. В настоящее время его главным конкурентом является Маффет Макгроу, главный тренер команды «Нотр-Дам Файтинг Айриш», которая в последних десяти играх против «UConn» имеет положительный баланс побед и поражений (6—4).
С момента завоевания своего первого чемпионского титула в сезоне 1994/1995 годов «Хаскис» под руководством Ориммы, выступая сильнейшим составом, одержали 186 побед при 10 поражениях. По состоянию на конец сезона 2009/2010 годов у него был рекорд 127—52 против соперников из топ-25 и 57—35 против оппонентов из топ-10. Свою 600-ю победу он одержал 31 декабря 2005 года, для чего ему понадобилось всего 716 игр, став наряду с Филиппом Кахлером самым быстрым женским баскетбольным тренером, достигнувшим этого рубежа. 27 ноября 2009 года Джино одержал свою 700-ю победу в 822 играх, став самым быстрым тренером в истории мужского и женского студенческого баскетбола любого уровня. Сейчас он является одним из восьми действующих тренеров в женском студенческом баскетболе, имеющим 700 и более побед. 6 марта 2012 года Оримма стал шестым тренером в истории женской баскетбольной NCAA, достигшим отметки в 800 побед за карьеру всего за 928 проведённых матчей, быстрее, чем какой-либо другой тренер в истории студенческого баскетбола среди мужчин и женщин любого уровня. 21 декабря 2006 года Оримма стал одним из первых членов программы признания достижений наиболее значимых фигур женского баскетбола Коннектикутского университета «Почетные лайки», своеобразного Зала славы.

## Карьера в сборной США
Впервые Джино Оримма был приглашён под знамёна женской национальной сборной США перед началом летних Олимпийских игр 2000 года в Сиднее в качестве ассистента Нелл Фортнер, тогдашнего главного тренера команды. На Олимпиаде сборная США выиграла все восемь игр, победив в финальном матче со счётом 76—54 национальную сборную Австралии, и заслуженно завоевала золотые олимпийские медали.
В качестве главного тренера юниорской сборной США Оримма был назначен в 2001 году, в котором его команда выступала на чемпионате мира среди девушек до 19 лет в городе Брно (Чехия). Команда выиграла первые пять игр, в том числе рекордную победу над Мали со счётом 97—27, которая до сих пор является самой крупной победой сборной США на чемпионатах мира среди юниоров в истории. По результатам предварительного раунда сборная США квалифицировалась в решающий раунд, где столкнулись с хозяйками турнира. При помощи оглушительной поддержки болельщиков сборная Чехии в полуфинале переиграла американок со счётом 92—88, а затем в решающем матче обыграли команду России со счётом 82—80, выиграв, таким образом, золотые медали домашнего чемпионата. Американки в матче за третье место переиграли сборную Австралии со счётом 77—72 и завоевали бронзовые медали. Лидерами сборной США на турнире были Дайана Таурази и Алана Бирд, которые набирали в среднем за игру по 19,3 и 18,0 очка соответственно. Николь Пауэлл была лучшей по подборам, которая совершала в среднем за игру по семь подборов.

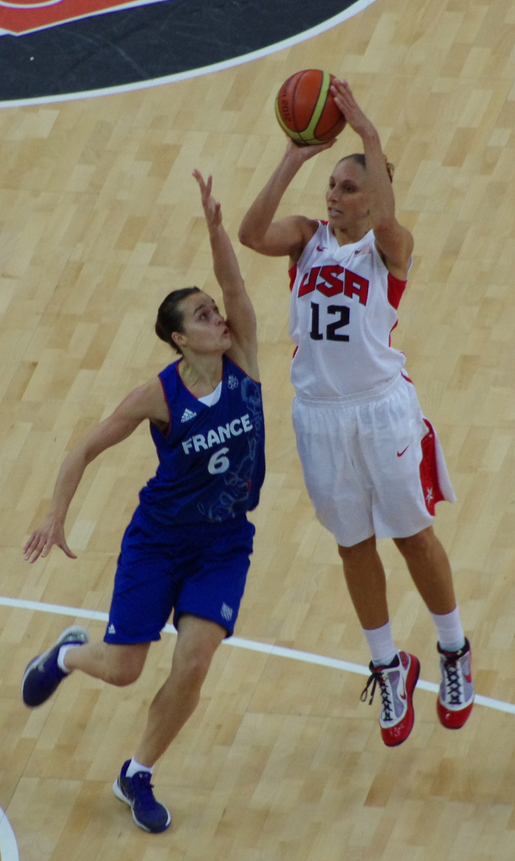
Фрагмент финального матча женского олимпийского баскетбольного турнира 2012 года, в котором подопечные Джино Ориммы встречались с француженками

15 апреля 2009 года Оримма возглавил главную сборную страны, которой впервые руководил в сентябре следующего года в рамках подготовки к выступлению на чемпионате мира в Чехии. Многие члены команды не принимали в ней участия, так как играли в решающих матчах WNBA, поэтому полностью у сборной США был только один день практики со всей командой перед отъездом в Остраву и Карловы Вары. Несмотря на ограниченную практику, американкам удалось уверенно выиграть свою первую игру против команды Греции с разницей в 26 очков (99—73). В дальнейшем сборная США продолжала доминировать на турнире, одержав в первых пяти играх победы с разницей, превышающей 20 баллов. В шестой игре команда Ориммы встречалась с непобедимой до той поры сборной Австралии, которую переиграли в упорной борьбе с перевесом всего в восемь очков, хотя по ходу встречи вела с разницей в 24 очка (83—75). В первых играх плей-офф (четвертьфинале и полуфинале) подопечные Джино разгромили соперников с перевесом более чем в 30 баллов, а в финале вышли на сборную хозяек турнира. После первой четверти американки имели лишь пять очков форы, которые во второй четверти были сокращены до трёх баллов, но затем чешки рассыпались и в итоге проиграли с разницей в 20 очков (69—89). Команда США завоевала золотые медали чемпионата, выиграв все матчи турнира, а сборная Чехии довольствовалась серебром домашнего первенства.
Следующим крупным турниром в тренерской карьере Джино Ориммы стали Олимпийские игры 2012 года в Лондоне. Американки с самого начала доминировали на турнире, одержав в пяти играх групповой стадии победы с разницей, превышающей 20 очков. В четвертьфинале подопечные Ориммы разгромили национальную сборную Канады со счётом 91—48. Однако, уже в полуфинальном матче встретили отчаянное сопротивление со стороны австралиек, которые после первой половины встречи вели с перевесом в 4 балла (47—43), но во второй половине сборная США прибавила в обороне, в результате чего заслуженно победила 86—73. В финале же американки без особых проблем сломили сопротивление француженок со счётом 86—50.
Через два года Джино Оримма руководил национальной сборной США на чемпионате мира в Турции. Американки без проблем прошли групповую стадию турнира, одержав три победы с общей разницей +126 и набрав в общей сложности 300 очков. По новым правилам турнира победители групп пропускали первый раунд плей-офф (1/8 финала), а в четвертьфинале американки без особых проблем переиграли сборную Франции со счётом 94—72. На следующей стадии в соперники подопечным Ориммы достались австралийки, которые составили ожесточённую конкуренцию главным фавориткам турнира, даже выиграв третью четверть, но всё-таки проиграли 70—82. В решающем матче сборная США встречалась с испанками, легко выиграв первую половину встречи с перевесом в 19 очков. Во второй половине соперницы отчаянно сопротивлялись, но всё, чего им удалось достичь, так это выиграть четвёртую четверть и немного сократить разницу в счёте, проиграв с достойным результатом (64—77). По окончании чемпионата баскетбольная федерация США продлила контракт с Джино Ориммой до 2016 года, так что он продолжит работать с национальной командой вплоть до Олимпийских игр в Рио-де-Жанейро.

## Личная жизнь
Джино Оримма стал полноправным гражданином США в 1994 году, отмечая в своей автобиографии, что его, наконец, решили натурализовать только после того, когда летом того же года у его команды был запланирован тур в Италию, который вызвал беспокойство у национальных служб по поводу возникновения потенциально возможных проблем, так как он никогда не делал никаких необходимых официальных запросов в эти инстанции.
В течение многих лет Джино и его жена Кэти ведут своё домашнее хозяйство в городе Авалон (штат Нью-Джерси), чтобы быть рядом со своими родителями, проживающими недалеко от Филадельфии. Его самые близкие друзья, главный тренер мужской баскетбольной студенческой команды университета Сент-Джозефс Фил Мартелли и его сын, Майк Оримма, в своё время играли в баскетбольной команде «Сент-Джозефс Хокс».
Во время межсезонья в студенческом баскетболе Оримма выступает в качестве аналитика на матчах женской национальной баскетбольной ассоциации в эфире американского кабельного телевидения на спортивных каналах ESPN и ESPN2, где часто критикует своих бывших игроков. Кроме того является членом совета директоров фонда по борьбе с женскими онкологическими заболеваниями Kay Yow/WBCA Cancer Fund.

## Спортивные достижения

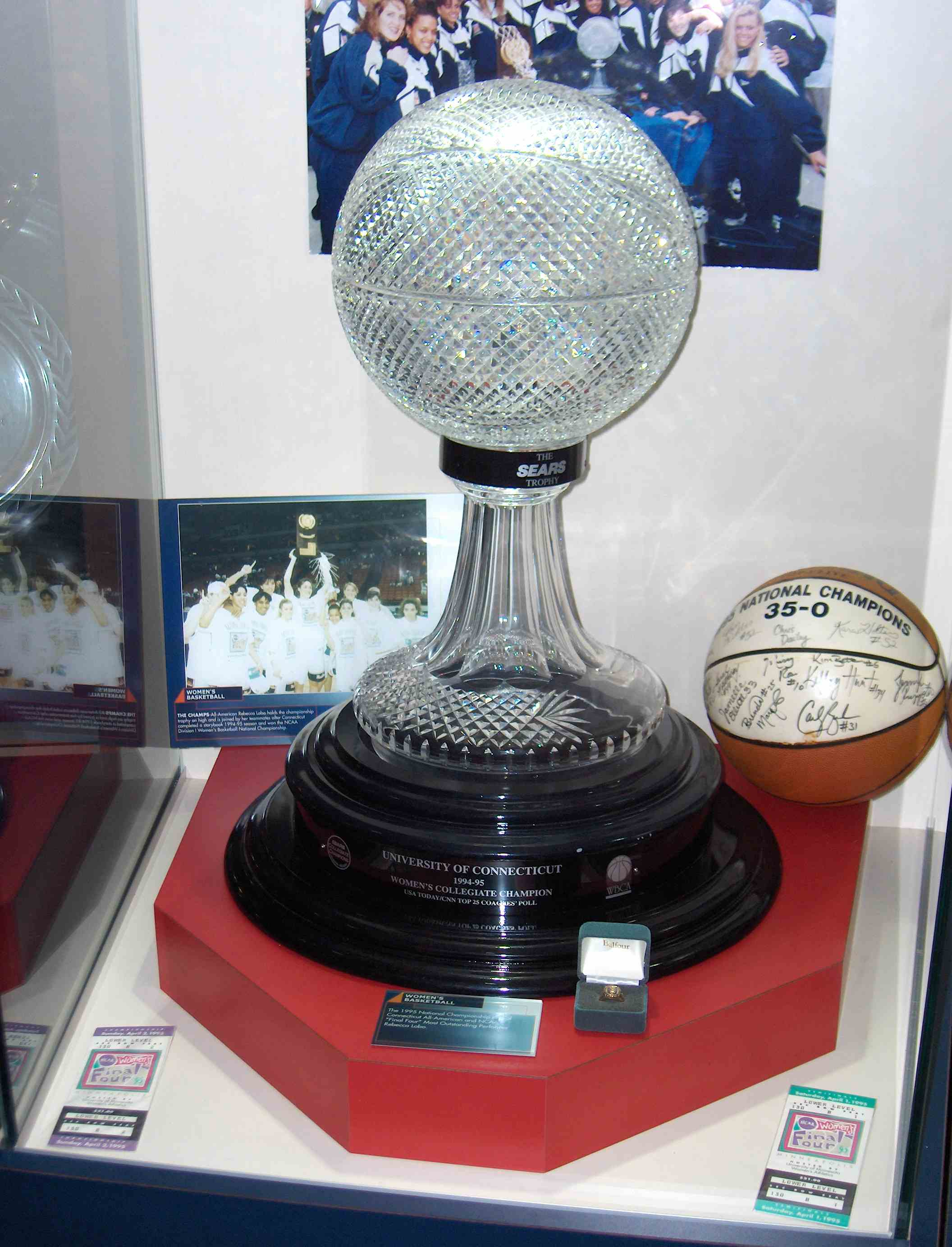
Первый чемпионский трофей, завоёванный командой Джино Ориммы в сезоне 1994/1995 годов

- 19-кратный чемпион конференции Big East (1989, 1990, 1991, 1994, 1995, 1996, 1997, 1998, 1999, 2000, 2001, 2002, 2003, 2004, 2007, 2008, 2009, 2010, 2011).
- 18-кратный чемпион турнира Big East (1989, 1991, 1994, 1995, 1996, 1997, 1998, 1999, 2000, 2001, 2002, 2005, 2006, 2008, 2009, 2010, 2011, 2012).
- 3-кратный чемпион конференции American Athletic (2014, 2015, 2016).
- 3-кратный чемпион турнира American Athletic (2014, 2015, 2016).
- 10-кратный тренер года конференции Big East (1989, 1995, 1997, 2000, 2002, 2003, 2008, 2009, 2010[19], 2011[20]).
- 17-кратный участник «финала четырёх» NCAA (1991, 1995, 1996, 2000, 2001, 2002, 2003, 2004, 2008, 2009, 2010, 2011, 2012, 2013, 2014, 2015, 2016).
- 11-кратный чемпион NCAA (1995, 2000, 2002, 2003, 2004, 2009, 2010, 2013, 2014, 2015, 2016).
- Высокий процент побед среди баскетбольных тренеров как мужских, так и женских, команд NCAA любого уровня (87,7 %; 955 побед в 1089 матчах).
- В 2004 с Джимом Калхуном и в 2014 с Кевином Олли обладателями почётного приза как у мужчин, так и у женщин, становились представители Коннектикутского университета.
- В шести из десяти чемпионских турниров «Коннектикут Хаскис» не проигрывала за весь сезон ни одного матча (1994/1995, 2001/2002, 2008/2009, 2009/2010, 2013/2014, 2015/2016).
- Наибольшее количество подряд выходов в «финала четырёх» NCAA (9, 2008—2016), рекорд среди мужских команд принадлежит «УКЛА Брюинз» Джона Вудена (9, 1967—1975).
- Самый быстрый тренер женских студенческих команд по набору побед (500, 600, 700, 800 и 900).
- Самый быстрый тренер, одержавший 800 (за 928 игр) и 900 побед (за 1034 матча) за наименьшее количество матчей, среди баскетбольных тренеров как мужских, так и женских, команд NCAA любого уровня.
- Наибольшее количество побед подряд среди баскетбольных тренеров как мужских, так и женских, команд NCAA любого уровня (90, с 6 апреля 2008 по 30 декабря 2010).
- Наибольшая разница в счёте в финальном матче турнира I дивизиона NCAA (+33, 93—60 против «Луисвилл Кардиналс», 2013).

## Награды
- Приз Нейсмита тренеру года NCAA (1995, 1997, 2000, 2002, 2008—2009, 2016)[21].
- Приз Джона Вудена (2012).
- Тренер года NCAA по версии Associated Press (1995, 1997, 2000, 2003, 2008—2009, 2011, 2016)[22].
- Тренер года NCAA по версии USBWA (1995, 2003, 2008—2009, 2016)[23][24].
- Тренер года NCAA по версии WBCA (1997, 2000, 2002, 2008—2009, 2016)[25].
- Зал славы баскетбола (2006)[26].
- Женский баскетбольный Зал славы (2006)[27].
- Национальный итальяно-американский спортивный Зал славы (2007)[28].
- Winged Foot Award (2013)[29].
- ESPNW's Impact 25 (2014)[30].